# Phlebocarya
Phlebocarya es un género de plantas de la familia Haemodoraceae. Tiene tres especies.  Es originario del sudoeste de Australia. Comprende 4 especies descritas y de estas, solo 3 aceptadas.

## Taxonomía
El género fue descrito por  Robert Brown y publicado en Prodromus Florae Novae Hollandiae 301. 1810. La especie tipo es: Phlebocarya ciliata R.Br.

## Especies aceptadas
A continuación se brinda un listado de las especies del género Phlebocarya aceptadas hasta mayo de 2014, ordenadas alfabéticamente. Para cada una se indica el nombre binomial seguido del autor, abreviado según las convenciones y usos. 
- Phlebocarya ciliata R.Br., Prodr.: 301 (1810).
- Phlebocarya filifolia (F.Muell.) Benth., Fl. Austral. 6: 425 (1873).
- Phlebocarya pilosissima (F.Muell.) Benth., Fl. Austral. 6: 425 (1873).